# Philips
Philips je jedna od većih tvrtki na svijetu, sa sjedištem u Amsterdamu, Nizozemskoj. Tvrtka zapošljava 123.800 ljudi u više od 60 zemalja. Tradicionalno, Philips ima interes u športu, u početku kao sredstvo osigurati zdrav oblik rekreacije za svoje zaposlenike. 
Godine 1913., u proslavi nizozemske nezavisnosti od Francuske, Philips osniva športski klub naziva Philips Sport Vereniging (Philips Sports Club), ili PSV. Philips je vlasnik prava na imenovanje Philips Stadion, koji se nalazi u Eindhovenu, koji je dom nizozemskog nogometnog kluba PSV-a.